# Francisco Fernández de la Cruz
Francisco Fernández de la Cruz (Buenos Aires, 31 de agosto de 1779 – íd, 23 de abril de 1835), fue un militar argentino, que luchó en la guerra de la Independencia de su país y ocupó algunos cargos políticos. Es especialmente conocido por haber sido despojado del mando del Ejército del Norte en enero de 1820, en el llamado "Motín de Arequito".

## Sus inicios
Se graduó de marino en la Academia de Náutica fundada por Manuel Belgrano en Buenos Aires y cuyo primer director fue Pedro Cerviño. Hizo varios viajes explorando los ríos navegables de la cuenca del Río de la Plata, y suspendió estos trabajos para enrolarse en las milicias contra las invasiones inglesas. Participó en las conspiraciones previas a la Revolución de Mayo.
A principios de 1812 se incorporó al sitio de Montevideo, a órdenes de José Rondeau, y participó en la batalla de Cerrito.

## El Ejército del Norte
En octubre de 1813 fue nombrado gobernador de la provincia de Salta, cargo que ocupó corto tiempo. En enero del año siguiente se incorporó al Ejército del Norte como jefe de Estado Mayor, es decir, segundo del general José de San Martín. Le tocó entregar el Ejército a su nuevo comandante, Rondeau, cuando este asumió el mando.
Al iniciarse la tercera campaña al Alto Perú, venció a los realistas en la zona del actual límite entre la Argentina y Bolivia, en Puesto del Marqués. Después de la primera derrota importante, en Venta y Media, reemplazó a Martín Rodríguez como jefe de Estado Mayor. En ese cargo peleó en la Sipe Sipe y fue herido de bastante gravedad. Esa derrota significó la pérdida del Alto Perú para los argentinos.
En mayo de 1816 fue ascendido al grado de general y quedó como jefe del Estado Mayor del nuevo comandante, Manuel Belgrano. Participó del traslado del Ejército a Córdoba y de su uso para la guerra civil, desnaturalizando las razones para las que había sido creado. En septiembre de 1819, cuando se hallaban en Pilar (Córdoba), Belgrano renunció y Fernández de la Cruz debió tomar el mando.

## El motín de Arequito
Se dirigió hacia el sudeste, intentando unirse a las fuerzas del Director Rondeau, para atacar unidos contra los caudillos Estanislao López y Francisco Ramírez.
Al llegar a la posta de Arequito, el 8 de enero de 1820, los coroneles Juan Bautista Bustos, Alejandro Heredia y José María Paz se sublevaron, desconociendo la autoridad de Cruz y del gobierno que los mandaba. Se negaron a seguir la guerra civil y decidieron regresar al frente norte. Negoció con Bustos, que asumió el mando del movimiento, entregarle la mitad del armamento. Pero sorpresivamente inició la marcha hacia el sur con todo lo que tenía en su poder. 
Tras algunas negociaciones entre los rebeldes y su exjefe, se negó a transar nada, pero terminó arrestado. Lamentablemente, el Motín sirvió para provocar la caída del Directorio en la batalla de Cepeda, pero no logró que prácticamente nada del Ejército del Norte regresara al frente de guerra contra los realistas. Bustos se quedó en Córdoba y se hizo elegir gobernador, y las demás fracciones del ejército fueron usadas en guerras entre provincias.

## Después de Arequito
Cuando recuperó la libertad, se mudó a la provincia de Mendoza. Allí luchó, junto a Bruno Morón, contra un grupo del Ejército de los Andes que se había rebelado y dominaba la provincia de San Juan. Más tarde fue gobernador de la provincia por delegación de Tomás Godoy Cruz.
Regresó a Buenos Aires a mediados de 1821. Fue nombrado ministro de guerra del gobernador Martín Rodríguez, y comandó la campaña contra Ramírez en Santa Fe, poco antes de la muerte de este. Siguió ejerciendo el ministerio durante el gobierno de Las Heras, y luego pasó al Ministerio de Relaciones Exteriores del presidente Bernardino Rivadavia.
Apoyó la revolución contra el gobernador Manuel Dorrego, y fue miembro del consejo consultivo de Juan Lavalle, con el que el gobernador usurpador reemplazó la legislatura. Huyó a Montevideo tras la derrota unitaria, pero regresó al poco tiempo. Murió en su casa de Buenos Aires en abril de 1835. Sus restos descansan en el mausoleo del teniente general Pablo Riccheri, en el Cementerio de la Recoleta.
- Datos: Q5865692